# Hegylos
Hegylos (altgriechisch Ἡγύλος) war ein griechischer Holzschnitzer aus Sparta, der um 550 v. Chr. tätig war.
Zur Zeit des Pausanias im 2. Jahrhundert n. Chr. befand sich eine von ihm und seinem Sohn Theokles signierte Statuengruppe im Schatzhaus der Epidamnier im Zeusheiligtum von Olympia. Die Gruppe bestand aus Zedernholz und zeigte Herakles, den Träger des Himmelsgewölbes Atlas und den Baum der Hesperiden mit der Schlange.
Im Heraion in Olympia befand sich eine Gruppe von fünf Hesperiden, die nur von Theokles signiert waren, aber als ursprünglicher Teil der Gruppe aus dem Schatzhaus gelten. Da Theokles die fünf Hesperidenstatuen allein signierte und zudem als Schüler von Dipoinos und Skyllis bekannt war wird angenommen, dass er der bedeutendere der beiden Künstler war. Möglicherweise fungierte Hegylos lediglich als Gehilfe seines Sohnes.